# Сесаль
Сеса́ль (фр. Cessales, окс. Cessalas) — коммуна во Франции, находится в регионе Юг — Пиренеи. Департамент — Верхняя Гаронна. Входит в состав кантона Вильфранш-де-Лораге. Округ коммуны — Тулуза.
Код INSEE коммуны — 31137.

## География

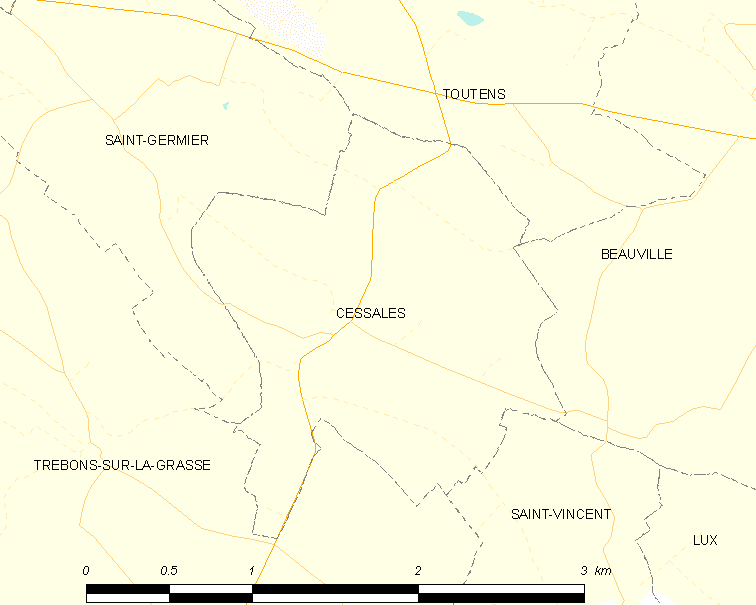
Карта коммуны

Коммуна расположена приблизительно в 610 км к югу от Парижа, в 29 км к юго-востоку от Тулузы.
На юге коммуны протекает река Грас.

## Климат
Климат умеренно-океанический. Зима мягкая и снежная, весна характеризуется сильными дождями и грозами, лето сухое и жаркое, осень солнечная. Преобладают сильные юго-восточные и северо-западные ветры.

## Население
Население коммуны на 2010 год составляло 127 человек.
| 1962 | 1968 | 1975 | 1982 | 1990 | 1999 | 2010 |
| ---- | ---- | ---- | ---- | ---- | ---- | ---- |
| 142  | 122  | 137  | 134  | 159  | 130  | 127  |

## Экономика
В 2010 году среди 85 человек трудоспособного возраста (15—64 лет) 62 были экономически активными, 23 — неактивными (показатель активности — 72,9 %, в 1999 году было 60,9 %). Из 62 активных жителей работали 58 человек (28 мужчин и 30 женщин), безработных было 4 (1 мужчина и 3 женщины). Среди 23 неактивных 3 человека были учениками или студентами, 14 — пенсионерами, 6 были неактивными по другим причинам.